# Raymond Smeets
Raymond Smeets (Ubach over Worms, 14 augustus 1966) is een Nederlands voormalig profvoetballer. Hij stond zowel onder contract bij Roda JC, MVV Maastricht als FC Den Bosch. In zijn jeugd speelde Smeets voor SVN Landgraaf.
Hoogtepunt in zijn voetbalcarrière was de verloren KNVB beker-finale tegen PSV in het seizoen 1987/88. Hierin scoorde Smeets nog, maar werd er in de verlenging met 3-2 verloren.
Smeets stopte na zeven knieoperaties op 27-jarige leeftijd. In 1997 kwam hij in het nieuws nadat hij een rechtszaak voerde tot de Hoge Raad over het opvoeren als aftrekpost bij de inkomstenbelasting van bezoeken aan voetbalwedstrijden als studiereizen. De Hoge Raad ging hier niet in mee. Hij deed de pabo en werd leraar in het basisonderwijs en in een jeugdgevangenis. Anno 2007 was hij directeur van een basisschool.